# Sucre (tỉnh)
Tỉnh Sucre (tiếng Tây Ban Nha: Provincia de Sucre) là một tỉnh thuộc vùng Ayacucho của Peru. Tỉnh Sucre có diện tích 1786 km², dân số thời điểm theo điều tra dân số ngày 11 tháng 7 năm 1993 là 12623 người. Tỉnh lỵ đóng ở Querobamba.